# Pisse (Band)
Pisse ist eine deutschsprachige Post-Punk-Band, die im Jahr 2012 in Hoyerswerda gegründet wurde. Alle vier Mitglieder nutzen das Pseudonym Ronny, ein in der DDR populärer Vorname. Sänger der Band ist Hanni Kruscha.

## Stil
Charakteristisch sind ein rauer Gesang sowie der Einsatz des Synthesizers und des Theremins. Außerdem gibt es Samples aus Filmen, etwa aus Nicht löschbares Feuer (1969) von Harun Farocki auf Mit Schinken durch die Menopause oder aus Kuhle Wampe auf Kohlrübenwinter.
Jens Uthoff von der taz rechnet die Band zur Post-Punk-Renaissance in Deutschland, die diese Musikrichtung der 1980er Jahre aufgreift. Zusammen mit Puff! wird Pisse als „rotziger“ und „sarkastischer“ als andere derartige Bands bewertet und mit der Band Die Goldenen Zitronen verglichen. Konstantin Nowotny bezeichnete den Stil in der Jungle World als „Ostpunk“.

## Rezeption
Die Bandmitglieder, deren Namen unbekannt sind, geben zwar Interviews, machen dabei aber unzuverlässige Angaben. Einige ihrer Veröffentlichungen sind vergriffen. Das von Brezel Göring aufgenommene und produzierte Album Mit Schinken durch die Menopause (2015) wurde vom Musikexpress 2023 unter die 50 besten Punkalben aller Zeiten gewählt. Internationale Bekanntheit erlangte ihr Song Fahrradsattel 2021 über das soziale Netzwerk Tiktok. Zum zehnjährigen Bandjubiläum traten Pisse in der Berliner Volksbühne am Rosa-Luxemburg-Platz auf, das Konzert wurde mit Plakaten mit der Aufschrift „Pisse – bestuhlt“ (Wortspiel mit Bestuhlung und Stuhlgang) angekündigt.

## Sonstiges
Mit dem Vertrieb eines Soli-T-Shirts warb die Band 2025 für Spenden an das Hamburger Hafenklang und die Hilfsorganisation Cadus.

## Diskografie
- 2013: Kairo / Pisse / Dikloud (Split-10"-EP, Mamma Leone, Mamma Leone Records 001)
- 2014: Praktikum in der Karibik (7"-EP, Mamma Leone, MLR003 / Neuauflage: Phantom Records, PHNTM09, 2014/15/16)
- 2014: Kassette (MC Compilation, Phantom Records, PHNTM07)
- 2015: Mit Schinken durch die Menopause (LP, Phantom Records, PHNTM10 / Beau Travail BT-09)
- 2016: Kohlrübenwinter #1 (7"-EP, Phantom Records, PHNTM15 / Beau Travail, BT-12)
- 2016: Kohlrübenwinter #2 (7"-EP, Harbinger Sound, Harbinger162 / In A Car, In A Car 004)
- 2018: Pisse / Perky Tits (Split-10"-EP, Phantom Records, PHNTM24)
- 2018: Hornhaut ist der beste Handschuh (7"-EP, Phantom Records, PHNTM29)
- 2020: Pisse s/t (LP, Phantom Records, PHNTM46 / Harbinger Sound, Harbinger191)
- 2022: Lambada (7"-EP, Phantom Records, PHNTM76)
- 2024: Jammertal / Vetschau (7"-EP, Phantom Records)
- 2024: Dubai (Album)